# Haluzice (Repubblica Ceca)
Haluzice (in tedesco Halusitz) è un comune della Repubblica Ceca facente parte del distretto di Zlín, nella regione di Zlín.